# Moistadion
Het Moistadion is een multifunctioneel stadion in Kisumu, een stad in Kenia. Het stadion wordt vooral gebruikt voor voetbalwedstrijden, de voetbalclub Kisumu Telkom F.C. maakt gebruik van dit stadion. Er is plaats voor 5.000 toeschouwers. In 2017 wordt ook gebruik gemaakt van dit stadion voor het toernooi om CECAFA Cup van dat jaar.